# Civilization V
Sid Meier's Civilization V (také známá jako Civilization 5 nebo Civ 5) je tahová strategická počítačová hra typu 4X od společnosti Firaxis Games ze stejnojmenné série vydaná 21. září 2010 pro platformu Microsoft Windows a pro Mac OS X 23. listopadu 2010.

## Cíl a princip hry
Hráč si před začátkem hry vybere jeden z nabízených národů a jeho cílem je vybudování fungující říše tak, aby jako první dosáhl vítězství. Hráč pokaždé začíná v roce 4000 př. n. l. s jediným osadníkem a jednou bojovou jednotkou, poté založí město a postupem času svou říši rozšiřuje, potýká se s jinými civilizacemi, buduje infrastrukturu, podporuje vědecký vývoj a kulturu. Stejně jako předchozí díly v sérii je hra rozdělena na tahy, přičemž během tohoto jednoho tahu je možné provést jen omezené množství akcí (pohyb jednotek i stavba vylepšení ve městech). Hru je možné vyhrát pěti způsoby:
- vojenské vítězství (anektování nebo zničení hlavních měst všech soupeřů)
- vědecké vítězství (vyslání kosmické lodi k Alfě Centauri)
- kulturní vítězství (vyzkoumání pěti sociálních politik a postavení Projektu Utopia)
- diplomatické vítězství (získání potřebně většiny při hlasování v OSN)
- vítězství na body (po dosažení roku 2050 vítězí hráč s nejvyšším počtem bodů)

### Správa říše
Základní jednotkou každé říše ve hře je město. Nové lze založit pouze jednotkou osadník, nepřátelské město je možno dobýt a obsadit vojenskými jednotkami, nebo ho získat v rámci válečných reparací. Každé město spravuje v závislosti na své velikosti jistý počet políček, které tak tvoří skutečné hranice říše. Dlouhou dobu se tedy v podstatě ještě nejedná o moderní národy, ale spíše o volné společenství měst.

#### Suroviny
Aby město rostlo, je třeba využít zdroje v okolí: jídlo umožňuje růst města, výroba zvyšuje rychlost produkce a peníze jsou potřebné k údržbě budov, poplatkům jiným civilizacím, k rychlému dokončení potřebné jednotky vojenské nebo nákupu dalších políček. Kromě toho se na mapě objevují "speciální" suroviny, které vyžadují zvláštní technologie a úpravy, ale na druhou stranu poskytují cenné suroviny. Sem patří:
- luxusní suroviny - např. hedvábí nebo perly, zvyšují občanům životní pohodlí a tím i jeho spokojenost
- strategické suroviny - např. železo, ropa nebo uran, jsou třeba k stavbě určitých jednotek nebo budov
- ostatní suroviny - lze je využít k rozvoji města (obilí, ovce, ryby) nebo ke výměně s protihráči.

Kromě toho každé město samostatně vyžaduje určitou surovinu, která se mnohdy nachází v jiné části mapy. Je dobré tyto komodity s ostatními civilizacemi vyměňovat, protože bonusy k růstu měst za tyto suroviny jsou značné.

#### Města
Odměnou za rostoucí populaci a využívání zdrojů je zvyšování potenciálu města a jeho vlastností. Výroba je nejdůležitější z nich: všem obyvatelům města je "přikázáno", na jakém společném projektu mají pracovat. Projekty lze zařadit do čtyř kategorií:
- tvorba jednotek
  - vojenských - válečníci, lučištníci, tanky, kavalérie a mnoho dalších
  - nevojenských - osadníci, dělníci, pracovní čluny
- městská vylepšení - dále rozvíjí potenciál města, jejich údržba stojí peníze
- divy světa - unikátní stavby, jenž zásadně přispívají k rozvoji říše. Div může být pouze jediný na světě, kromě "národních" divů, které může postavit každý hráč.
- přesměrování - výrobu lze vyměnit za vydělávání peněz (kapitalizace) nebo příspěvek k vědě

Dalšími vlastnostmi města jsou přínos vědě (rychlejší zkoumání nových technologií), kultuře (osvojování si sociálních politik), zásoby jídla (zvyšování počtu obyvatel spotřebovává zásoby jídla) a vydělávání peněz. Města také produkují výjimečné osobnosti: vědce, obchodníky, generály, inženýry a umělce. Tyto historické osobnosti mohou k rozvoji přispět okamžitě (vyzkoumání technologie, urychlení prací ve městě), dlouhodobě (stavba strategické pevnosti, výrobny) nebo spuštěním tzv. Zlatého věku. Pro pokročilé hráče se nabízí možnost kontrolovat produkci města pomocí specialistů.

#### Spokojenost obyvatel
Je důležitým ukazatelem úspěšnosti říše. Spokojení obyvatelé se rychleji množí, více pracují a tím zvyšují výkonnost měst. Důvodů pro nespokojenost je hned několik, od příliš velkého počtu měst a obyvatel po nedostatek luxusních surovin. Negativní dopady lze eliminovat přijetím správné sociální politiky, zužitkováním surovin, stavbou městských vylepšení, jako jsou koloseum nebo muzeum a stavbou určitých divů světa.

#### Peníze
Nejsou již tak důležitým faktorem jako v předchozích hrách série. Samozřejmě jejich dostatek lze využít mnoha různými způsoby, od nákupu jednotek, políček a městských vylepšení až po jejich darování městským státům pro zajištění spojenectví. Nicméně jejich nedostatek není, na rozdíl od předchozích her v sérii, důvodem k prodávání budov ve městě a tím pádem k poklesu konkurenceschopnosti v rámci hry.

### Sociální politika
Na rozdíl od předchozích her Civilization nebo Civilization II si hráč nevolí přímo typ vládnutí (komunismus, demokracie, despotismus a další), ale tvoří vlastní unikátní mix z deseti typů sociálních politik. Rychlost jejich přijímání je závislá na počtu získaných kulturních bodů. Pro rychlý a stabilní rozvoj své říše je dobré pečlivě vážit, kterou politiku zvolit: např. hráč s omezeným manévrovacím prostorem obklopený rychle expandujícími soupeři by měl zvolit politiku Tradice zvýhodňující malé říše, která je výhodnější než Volnost, jenž naopak dobře slouží jeho soupeřům. Každá politika má pět menších vylepšení a je možné je vybírat podle vlastní úvahy. Kromě toho, čím vyšší je úroveň kultury ve městě, tím rychleji jsou zabírána okolní políčka. Prosazením pěti úplně vyzkoumaných politik se otevře cesta k postavení Projektu Utopie, jenž zajistí hráči kulturní vítězství.

### Věda
V této části hry se od první Civilization téměř nic nezměnilo. Každý hráč začíná se znalostí zemědělství a poté zkoumá další objevy. Ty lze rozdělit do několika dějových části: starověk, renesance, průmyslová éra a další. Přechod do následujícího období každého hráče se vypíše na obrazovku, jednoduše tak lze zjistit, jak si který soupeř vede. Díky vědě hráč dosáhne zásadního pokroku ve všech směrech: rychlejší a silnější vojenské jednotky, nové sociální politiky, městská vylepšení, divy světa a vyšší efektivita ve výrobě nebo produkci potravin. Vyzkoumáním Projektu Apollo se otevře cesta k vědeckému vítězství, které končí odesláním vesmírné kolonizační lodě k Alfě Centauri.

### Diplomacie
Nezbytná součást politiky. Pomocí ní lze vyhlašovat válku, uzavírat mír, strategické aliance, získávat suroviny a podobně. V případě městských států je silně omezena a iniciativu při jednání tak přebírá hráč. Při jednáních mezi národy se každá strana chová podle své vojenské síly a psychologického profilu. Po postavení budovy OSN se každých deset tahů koná Valné shromáždění, na kterém se vybírá světový vůdce. Diplomacií (a také díky penězům) lze získat potřebný vliv na ostatní státy a dosáhnout diplomatického vítězství.

### Válčení
Každé město může jednou za tah útočit na nepřítele i přes to, že v něm není žádná vojenská jednotka. Účinnost jeho obrany je závislá na velikosti města, vojenských budovách a úrovni technologického pokroku. Navíc lze město posílit jednou vojenskou jednotkou, která také může útočit na nepřítele.
Pohyblivé vojenské jednotky lze získat třemi způsoby: vytrénováním ve městě, od spojeneckého městského státu a konverzí z barbarů (lze jen u některých národů). Schopnosti jednotky jsou určeny rychlostí pohybu v různém terénu, sílou v boji na blízko a na dálku. Ty lze dále rozvíjet pomocí jednoduchého systému povyšování, kdy nasbírání zkušeností a skok o jednu úroveň výše znamená zlepšení té vlastnosti, kterou si hráč vybere. Například dělostřelectvo může lépe bojovat v těžkém nebo otevřeném terénu, proti opevněným jednotkám, městům, může léčit okolní jednotky, lépe se krýt před útoky z dálky a podobně.
Nově platí, že na jednom políčku na mapě může stát pouze jedna vojenská jednotka, ne více, což dává hře nový strategický rozměr. Také byly zvýrazněny výhody jednotek proti specifickému soupeři (např. lučištníci jsou silní proti jezdcům na koních v boji na dálku, ale zblízka proti nim nemají šanci). K přesunu jednotek po moři již není třeba speciálních plavidel, každý oddíl se po vyzkoumání potřebné technologie může nalodit a pohybovat podle vlastní libosti. Tyto jednotky se ovšem, až na výjimky, nemohou na moři bránit.

### Soupeři
Ve hře proti počítači se objevují tři typy soupeřů: barbaři, národy a proti Civilization IV nově také městské státy. Jejich možnosti a chování se zásadně liší.

#### Barbaři
Jsou problémem hlavně v raných fázích hry. Po mapě jsou roztroušena "ležení", malé opevněné tábory, které produkují barbarské jednotky až do chvíle, než jsou zničeny. Barbaři (podobně jako městské státy) nemají výzkum, tudíž se jimi produkované jednotky rovnají nejsilnější možné jednotce vyzkoumané jakýmkoliv národem na mapě. Barbaři jsou agresivní pouze proti neozbrojeným, slabším a zraněným jednotkám.

#### Městské státy
Jak už název napovídá, stát tvoří pouze jediné město. Zpočátku hry jsou poměrně silnými uskupeními, ale postupem času díky neexistující vědě a nemožnosti osidlování dalších území ztrácejí na síle. Jejich význam spočívá ve třech jiných věcech: produkci velmi silných vojenských jednotek (stejně jako barbaři), zdroji surovin a možnosti hlasování v OSN. Existuje šest stupňů vztahů mezi hráčem a městským státem, ale až ten nejvyšší, spojenectví, zajistí výše zmíněné výhody. Výši vztahu lze zvýšit darováním peněz, vojenské jednotky, zavázáním se k ochraně, zničením nepřátelského městského státu, stavbou požadovaného divu světa, vyzkoumáním technologie nebo narozením výjimečné osobnosti. Navíc jedna sociální politika, Patronát, dále navyšuje tyto bonusy.

#### Národy
Fungují stejně jako hráčova říše. Zničením nebo anektování všech hlavních měst lze dosáhnout vojenského vítězství. Seznam národů ve hře:
| Civilizace      | Vůdce               | Unikátní jednotky                   | Unikátní budova           | Zvláštní schopnost    |
| --------------- | ------------------- | ----------------------------------- | ------------------------- | --------------------- |
| Amerika         | George Washington   | Minuteman, B17                      | žádná                     | Zjevné předurčení     |
| Anglie          | Alžběta I.          | Střelec s dlouhým lukem, Řadová loď | žádná                     | Slunce nikdy nezapadá |
| Arábie          | Hárún ar-Rašíd      | Lučištník na velbloudu              | Bazar                     | Obchodní karavany     |
| Aztékové        | Moctezuma I.        | Jaguár                              | Plovoucí zahrady          | Obětování zajatců     |
| Čína            | Wu Ce-tchien        | Chu-ko-nu                           | Papírna                   | Umění války           |
| Egypt           | Ramesse II.         | Válečný vůz                         | Hrobka                    | Stavitelé monumentů   |
| Francie         | Napoleon Bonaparte  | Mušketýr, Cizinecká legie           | žádná                     | Starý režim           |
| Indie           | Mahátma Gándhí      | Válečný slon                        | Mughalská pevnost         | Populační růst        |
| Irokézové       | Hiawatha            | Válečník Mohawků                    | Dlouhý dům                | Válečná stezka        |
| Japonsko        | Nobunaga Oda        | Samuraj, Zero                       | žádná                     | Bušidó                |
| Německo         | Otto von Bismarck   | Lancknecht, Panzer                  | žádná                     | Germánská zuřivost    |
| Osmanská říše   | Sulejman I.         | Janičář, Sipahí                     | žádná                     | Barbarští korzáři     |
| Persie          | Dareios I.          | Nesmrtelní                          | Satrapův dvůr             | Perské dědictví       |
| Rusko           | Kateřina II. Veliká | Kozák                               | Krepost                   | Sibiřské bohatství    |
| Řecko           | Alexandr Veliký     | Hoplita, Makedonská jízda           | žádná                     | Helénská liga         |
| Řím             | Augustus            | Legie, Balista                      | žádná                     | Sláva Říma            |
| Siam            | Ramkhamhaeng        | Naresuanův slon                     | Wat                       | Otec vládne dětem     |
| Songhajská říše | Askia Mohammed I.   | Mandekaluská jízda                  | Blátěná pyramidová mešita | Říční válečník        |

| Civilizace | Vůdce               | Unikátní jednotky              | Unikátní budova   | Zvláštní schopnost    |
| ---------- | ------------------- | ------------------------------ | ----------------- | --------------------- |
| Babylonie  | Nebukadnesar II.    | Babylonský lukostřelec         | Hradby Babylónu   | Babylonská astronomie |
| Dánsko     | Harald I.           | Berserk, Pěchota na lyžích     | žádná             | Vikinská zuřivost     |
| Korea      | Sejong              | Hwach'a, Želví loď             | žádná             | Žáci Nefritového sálu |
| Inkové     | Pachacútec Yupanqui | Práče                          | Zemědělská terasa | Dlouhá andská stezka  |
| Mongolové  | Čingischán          | Kešik, Chán                    | žádná             | Mongolské běsnění     |
| Polynésie  | Kamehameha I.       | Maorský válečník               | Moai              | Polynéská navigace    |
| Španělsko  | Isabela Kastilská   | Španělská tercie, Conquistador | žádná             | Sedm měst ze zlata    |

| Civilizace     | Vůdce             | Unikátní jednotky                  | Unikátní budova     | Zvláštní schopnost                   |
| -------------- | ----------------- | ---------------------------------- | ------------------- | ------------------------------------ |
| Byzantská říše | Theodora I.       | Katafrakt, Dromón                  | žádná               | Konstantinopolský patriarchát        |
| Rakousko       | Marie Terezie     | Husar                              | Vídeňská kavárna    | Diplomatický sňatek                  |
| Kartágo        | Dídó              | Africký pralesní slon, Quinqueréma | žádná               | Fénický odkaz                        |
| Keltové        | Boudicca          | Piktský válečník                   | Céilidh             | Druidská tradice                     |
| Etiopie        | Haile Selassie I. | Mehal Sefari                       | Stéla               | Duch Adwy                            |
| Hunové         | Attila            | Lučištník na koni, Beranidlo       | žádná               | Bič Boží                             |
| Mayové         | Pacal             | Atlatl                             | Stupňovitá pyramida | Mayský kalendář                      |
| Nizozemsko     | Vilém I. Oranžský | Mořský Géz                         | Polder              | Nizozemská Východoindická společnost |
| Švédsko        | Gustav II. Adolf  | Hakapelité, Karoliner              | žádná               | Nobelova cena                        |

| Civilizace  | Vůdce           | Unikátní jednotky                 | Unikátní budova    | Zvláštní schopnost |
| ----------- | --------------- | --------------------------------- | ------------------ | ------------------ |
| Asýrie      | Aššurbanipal    | Obléhací věž                      | Královská knihovna | Poklady Ninive     |
| Benátky     | Enrico Dandolo  | Benátský obchodník; Velká galeasa | žádná              | Benátská republika |
| Brazílie    | Petr II.        | Brazilská expediční síla          | Sapanový tábor     | Karneval           |
| Indonésie   | Gajah Mada      | Bojovník s krisem                 | Candi              | Lid Indonésie      |
| Maroko      | Ahmad al-Mansur | Berberská jízda                   | Kašbach            | Brána do Afriky    |
| Polsko      | Kazimír III.    | Okřídlení husaři                  | Vévodské stáje     | Solidarita         |
| Portugalsko | Marie I.        | Nau                               | Faktorie           | Uzavřené moře      |
| Šošoni      | Pocatello       | Stopař; Komančští jezdci          | žádná              | Velká expanze      |
| Zuluové     | Šaka            | Impi                              | Ikanda             | Iklwa              |

## Datadisky
16. února 2012 bylo oznámeno vydání datadisku s názvem Gods & Kings, oficiálně byl vypuštěn 19. června 2012 v Severní Americe a 22. června ve zbytku světa. Ke konceptu hry přibylo náboženství, špionáž, tři nové scénáře, rozšířený technologický strom, několik nových jednotek a také devět nových civilizací (viz tabulka výše). Mezi ně se řadí také Španělsko, které bylo dosud dostupné pouze v DLC.
15. března 2013 bylo oznámeno vydání datadisku s názvem Brave New World. Druhý datadisk byl oficiálně vydán 9. července 2013 v Severní Americe a 12. července 2013 ve zbytku světa. S druhým datadiskem přibylo dalších devět nových civilizací, osm divů světa, nové typy jednotek a budov a nové herní mechanismy. Například kulturní vítězství, archeologie a světový kongres. Určitých změn dosáhla také sociální politika.

## Scénáře
DLC a výše zmíněný datadisk také obsahují historické scénáře, které se zaměřují na určitou historickou událost, období apod. Zpravidla jsou zde pozměněné koncepty a pravidla hry.

### VzestupMongolů
Hráč se ujme role Čingischána a snaží se dobýt v omezeném čase co největší území. Ve scénáři jsou specifické civilizace a městské státy, které se v normální hře nevyskytují - z civilizací např. dynastie Ťin nebo Byzanc, z městských států např. Korea, Gruzie nebo křižácké státy.

### PodmaněníNového světa
Scénář začíná objevením Ameriky a pokračuje její kolonizací. Je možné sbírat bonusové body za dosažení břehů Dálného východu nebo za drancování měst původního obyvatelstva (Eldorado). Oproti původní hře jsou tu také piráti, respektive kapeři. Je možné hrát buďto za jednu ze tří koloniálních mocností - Británii, Španělsko nebo Francii - nebo za jednu z domorodých civilizací - Aztéky, Irokéze či Inky. Městské státy mají podobu méně významných domorodých kmenů (jsou zde např. Inuité, Huroni, Kríkové či Karibové).

### Nalezení ráje
Tento scénář se odehrává v jižním Pacifiku před příchodem a krátce po příchodu koloniálních mocností (připlutí Jamese Cooka). Hráč si zvolí jednu ze čtyř hlavních ostrovních civilizací - Samou, Tahiti, Hivu nebo Tongu - a rozšiřuje její kulturu po oceánu. Mapa pokrývá celou Polynésii a část Mikronésie a Melanésie, hráč může osídlit např. Havajské ostrovy, Nový Zéland (Aotearou) či Velikonoční ostrov (Rapa Nui) a je dokonce možné dosáhnout břehů Ameriky či Austrálie. Ve scénáři je zcela překopaný systém sociálních politik, ten se teď zaměřuje na oceánskou kulturu, a tak zde hráč může narazit na prvky typické pro Polynésii, například tance Haka a Hula, potraviny Taro, sošky Tiki nebo Surfing. Stejně jako v jiných scénářích jsou zde ve scénáři upravené městské státy, které představují méně významné ostrovní kultury - např. Fidži, Nauru, Tuvalu nebo Guadalcanal.

### 1066: konec věkuVikingů
Jak již název napovídá, scénář začíná v roce 1066, po smrti anglického krále Eduarda Vyznavače. Hráč se může buď ujmout role Harolda Godwinsona, vůdce Anglosasů, a hájit zemi před vetřelci, nebo jedné ze tří vikinských civilizací - Normanů vedených Vilémem Dobyvatelem, Dánů vedených Svenem II. či Norů pod vedením Haralda Hardrady. Městské státy zastupují okolní země, které mohou svému spojenci vojensky značně pomoci - např. Skotsko nebo Wales. Na rozdíl od normální hry a většiny scénářů není v tomto scénáři výzkum, spokojenost ani možnost zakládat města - scénář se zaměřuje jen a pouze na bojovou stránku hry.

### Divy starověkého světa
Scénář se odehrává na Blízkém východě několik tisíciletí před naším letopočtem. Kromě tří civilizací z původní hry - Persie, Egypta a Řecka - může hráč hrát za Sumery (vedené Gilgamešem) nebo Chetity (vedené Muvatališem). Jak již název napovídá, scénář se točí zejména okolo Sedmi divů světa a soupeření o to, která civilizace stihne který postavit dříve. Stejně jako v opravdovém starověkém světě, i v tomto scénáři hrají významnou roli městské státy, např. Byblos, Týros, Trója nebo Knóssos.

### Invaze samurajů do Koreje
Scénář se odehrává v době Imdžinské války. Úkolem Japonců je dobýt v omezeném čase Koreu, úkolem Korejců naopak svou zemi po danou dobu ubránit. Kromě toho je ve scénáři ještě Čína (dynastie Ming) a Mandžusko.

### Pád Říma
Odehrává se v době stěhování národů. Na jedné straně stojí římské civilizace - Západořímská říše a Východořímská říše - na straně druhé pak barbarské kmeny, jako Vandalové, Vizigóti, Frankové či Hunové, a dále Sásánovská říše. Zajímavý je na scénáři překopaný systém sociálních politik - každá ze tří stran má totiž svůj vlastní strom. Ten sásánovský a barbarský funguje klasickým způsobem, tj. posunuje civilizaci vpřed, ten římský však opačně - každá nová sociální politika říši oslabuje a je dalším hřebíkem do její rakve, což symbolizuje úpadek římské kultury v tomto období.

### Vzhůru dorenesance
Scénář začíná ve vrcholném středověku a je omezen časem. Hráč se postaví do role jednoho z hlavních států, který ve středověku v Evropě a severní Africe figuroval - např. Rakouska, Španělska, Ruska nebo třeba Ajjúbovské dynastie či Almohadů - a snaží se získat co největší moc. Dále je zde mnoho městských států, jako např. Antverpy, Gdaňsk, Praha (představující České království) či italské městské státy (Neapol, Florencie, Milán apod.). Pravidelně se mezi hráči konají volby na císaře Svaté říše římské, jež mohou vítězi jednorázově zajistit velké množství bonusových bodů. Velkou roli hraje také náboženství (na začátku hry je ve hře katolicismus, pravoslaví a islám, později se objeví i protestantismus) - pokud hráč dobije město, které vyznává jiné náboženství, získá značné množství bodů, ještě více bodů však hráč může získat dobytím svatého města svého náboženství (pro katolické civilizace je to Vatikán, pro pravoslavné Konstantinopol, pro islámské Mekka, kromě toho je tu Jeruzalém, jenž je univerzálním svatým městem pro všechna náboženství) (odkaz na křížové výpravy).

### Říše zakouřených obloh
Fiktivní (neinspirovaný žádnou skutečnou událostí) scénář nesoucí se v duchu steampunku. V roli jedné z pěti smyšlených civilizací hráč buduje různé parní vzducholodě, tanky a letadla a snaží se získat od tzv. Ligy Impérií "čestné tituly", udělované např. za vlastnění největší armády, bohatství či nejvyspělejšího průmyslu.

## Kritika
Aby přilákala nové hráče, vydala se Civilization V cestou zjednodušení a větší přehlednosti proti Civilization IV. To vadilo zejména stratégům a skalním příznivců původního konceptu. Rovněž absence špionáže a náboženství nebyla přijata s pochopením, takže je Firaxis znovu vrátil do hry v datadisku Gods & Kings.

## Hodnocení
- 95% - Michal Frolík, www.recenzeher.eu Archivováno 4. 6. 2020 na Wayback Machine.
- 4/5 - Petr Baum, www.doupe.cz
- 83% - abcgames.cz
- 9/10 - Jan Horčík, games.tiscali.cz
- 4 /5 - Ondřej Švára, Hrej.cz
- 90/100 - Metacritic (anglicky)
- 9/10 - Jiří Sládek, Eurogamer CZ
- 8/10 - Eurogamer (anglicky)
- 9/10 - Sector.sk(slovensky)
- 93/100 - PC Gamer (anglicky)